# World of Warcraft Classic
World of Warcraft Classic (Literalmente en español Mundo de Warcraft Clásico), generalmente abreviado como WoW Classic es un videojuego perteneciente al género de MMORPG basado en el material original de World of Warcraft. Funcionando junto a la versión principal del mismo videojuego, La versión clásica recrea el videojuego en el estado en que estaba antes del lanzamiento de la primera expansión, The Burning Crusade. Se anunció en la BlizzCon 2017 y se lanzó a nivel mundial y simultáneamente a las 3 p. m. PDT del 26 de agosto del año 2019.

## Jugabilidad
En su formato básico World of warcraft Classic recrea el videojuego en el estado en que estaba después del parche 1.12.1, c. del mes de septiembre del año 2006, antes del lanzamiento de la expansión The Burning Crusade. El nivel máximo de los personajes del jugador se establece en 60, todo el contenido de expansión está ausente, y casi todas las mecánicas de juego de la versión original se han replicado exactamente. Como las múltiples expansiones del videojuego han cambiado drásticamente la jugabilidad a lo largo del tiempo, World of warcraft Classic permite a los jugadores revivir la experiencia original, aunque se han integrado algunas mejoras modernas de interfaz y funcionalidades introducidas en expansiones posteriores, así como la reparación de errores y exploits que estaban presentes en el lanzamiento original del parche 1.12.
Los jugadores pueden elegir entre las ocho razas originales de World of Warcraft : humanos, enanos, gnomos y elfos nocturnos para la Alianza, y orcos, troles, tauren y los Renegados para la Horda. Las nueve clases originales están presentes: druida, cazador, mago, paladín, sacerdote, pícaro, chamán, brujo y guerrero. 
Como en la versión original del videojuego, solo los jugadores de la Alianza pueden usar paladines, y solo los jugadores de la Horda usar chamanes. Las razas y clases agregadas en las expansiones, como los huargen o los caballeros de la muerte , no estarán disponibles en el videojuego. El mundo del videojuego se restaura a su estado original anterior al World of Warcraft: Cataclismo, y no se puede acceder a áreas de expansión como Terrallende.
Para emular el ciclo de lanzamiento de parches del videojuego original, el contenido de World of warcraft Classic se lanzará en fases. . Esto significa que el contenido del videojuego lanzado originalmente en parches, como las incursiones Blackwing Lair, Ahn'Qiraj y Naxxramas, o los campos de batalla como el la guarida de Grito de Guerra y el Valle de Alterac, y ciertos artículos y misiones, estarán disponibles después del lanzamiento según un horario de seis fases. A diferencia de los parches de contenido para el videojuego original, estas fases no modificarán la mecánica central del videojuego, como las habilidades de los personajes, de ninguna manera; el balance del juego se establece en el mismo de la versión 1.12.1 del videojuego.

## Desarrollo
La opción para los servidores clásicos había sido una solicitud de larga data en la comunidad de World of Warcraft. Cada expansión había eliminado o reemplazado contenido antiguo e introducido mecánicas controvertidas o no deseadas, lo que hace que muchos jugadores expresen su preferencia por las versiones anteriores del videojuego. Por ejemplo, la primera expansión del videojuego, The Burning Crusade, eliminó la versión original de nivel 60 de Kazzak, y en el proceso, todos los elementos que dejó caer se volvieron para siempre inalcanzables. Burning Crusade también agregó monturas voladoras, que fueron criticadas por su efecto en el PvP mundial; elevó el límite de nivel a 70, que fue criticado por dejar obsoleto todo el contenido de nivel 60; y abrió las clases de Paladín y Chamán anteriormente específicas de facción a ambas facciones. La segunda expansión, La venganza del rey Exánime, eliminó las versiones originales de las incursiones a Naxxramas y Onyxia junto con todos los elementos que se podían obtener de ellos; en su último parche, 3.3.5, se agregó una herramienta de búsqueda aleatoria de mazmorras, que muchos jugadores sintieron había arruinado el "aspecto social" del videojuego; e hizo ciertas mejoras en la interfaz de usuario que fueron criticadas por reducir la necesidad de leer descripciones de misiones.
Blizzard se negó repetidamente a crear servidores heredados para que los jugadores pudieran permanecer en versiones anteriores del videojuego. Una de sus negativas más antiguas fue publicada el 21 de febrero de 2008 por Drysc, quien declaró "En un momento discutimos internamente la posibilidad con bastante seriedad, pero el interés a largo plazo en continuar jugando con ellos no podía justificar la gran cantidad de desarrollo y recursos de soporte necesarios para implementarlos y mantenerlos. Efectivamente, estaríamos desarrollando y respaldando dos juegos diferentes".
Las versiones de World of Warcraft que existían antes del lanzamiento de The Burning Crusade a menudo se referían como "vainilla" por los jugadores, pero Blizzard se refería a ellas como "clásicas", al menos desde el 29 de noviembre de 2009, cuando Vaneras escribió "Ocasionalmente vemos solicitudes para que abramos reinos anteriores a TBC, o reinos clásicos si lo prefiere. Últimamente también ha habido solicitudes de reinos anteriores a WotLK, y estoy seguro de que una vez que se lance el próximo paquete de expansión habrá solicitudes para reinos previos al Cataclismo también. Hemos respondido a estas solicitudes varias veces diciendo que no tenemos planes de abrir tales reinos, y este sigue siendo el caso hoy. No tenemos planes de abrir reinos clásicos o reinos de contenido de expansión limitada".
La demanda de una versión clásica y otros reinos heredados aumentó significativamente cuando la expansión Cataclismo renovó todo el mundo del videojuego original, haciendo que la mayoría del contenido clásico o del "viejo mundo" sea inaccesible para siempre. La respuesta de Blizzard en ese momento, según lo provisto por Tom Chilton, fue:
```
"Actualmente, mi respuesta es un probable no. La razón por la que digo eso es porque cualquier videojuego multijugador masivo que haya existido y haya hecho alguna expansión siempre ha tenido el elemento nostalgia de, '¡Oh Dios, no sería genial si pudiéramos tener servidores clásicos!' y más que cualquier otra cosa que generalmente demuestra ser nostalgia. En la mayoría de los casos, o en casi todos los casos, la forma en que termina jugando es que el videojuego no era tan bueno en ese entonces como la gente recuerda que era y cuando esos servidores se convierten en elementos disponibles, van a jugar allí un rato y rápidamente recuerdan que no era tan bueno como lo que recordaban en sus mentes y que ya no juegan allí y configuran todos estos servidores y dedican todo este hardware, y realmente no tiene mucho uso. Entonces, para mí, la lección histórica es que no es una muy buena idea"."
[
7
]
```

Cuando se planteó el problema en un panel de preguntas y respuestas en Blizzcon 2013, J Allen Brack respondió con la frase "Crees que sí, pero no lo haces", una frase que sería objeto de burla años después. 
La demanda de servidores heredados aumentó drásticamente de nuevo con Señores de la Guerra de Draenor, que casi de inmediato se consideró como la peor expansión del videojuego de la historia.
Mientras tanto, la cantidad de servidores privados (o piratas) crecieron, con WotLK siendo la expansión más popular entre estas. 
Originalmente, los servidores privados eran meras novedades utilizadas para experimentar con alteraciones en las reglas del videojuego, como elevar el límite de nivel a 255. Estos primeros servidores rara vez tenían incursiones, misiones o cualquier otra cosa con secuencias de comandos adecuadas. Sin embargo, a medida que progresaban las expansiones y crecía la demanda de reinos heredados, los servidores privados cambiaron su enfoque y se los vio como una forma de recrear fielmente las versiones anteriores del videojuego. Los servidores privados que enfatizaban la fidelidad a las versiones oficiales del videojuego se denominaban "Blizzlike" e incluían la Feenix, Molten Core, Emerald Dream, Nostalrius y Light's Hope. El más popular fue Nostalrius, que abrió en febrero de 2015 y tenía 800,000 cuentas registradas y 150,000 jugadores activos cuando cerró en respuesta a una carta de cese y desistimiento el 10 de abril de 2016. . A raíz del cierre de Nostalrius, se creó una petición en Change.org para que implementasen servidores clásicos oficiales y recibió más de 200,000 firmas, y el exlíder del equipo de World of Warcraft, Mark Kern, se la entregó personalmente al presidente de Blizzard en ese momento, Michael Morhaime.
Blizzard reconoció los deseos de la comunidad y declaró que habían estado discutiendo los servidores heredados internamente durante años, pero los problemas técnicos les impedían implementarlos. En consecuencia, el equipo de Nostalrius lanzó su código fuente a Valkyrie-WoW, otro servidor Vanilla de un WoW privado de larga data, alojado en Rusia, y los servidores de Nostalrius regresaron el 17 de diciembre de 2016 bajo el nombre de Elysium Project, con la base de datos de jugadores tal como había sido justo antes del cierre en abril.
El 3 de noviembre de 2017, en la BlizzCon 2017, el entonces productor ejecutivo de World of Warcraft, J. Allen Brack, anunció World of warcraft Classic en el escenario durante el panel de WoW con una peculiar frase: "Quiero hablar de helados. El helado es excelente, es mi postre favorito, personalmente me gusta el de chocolate y chispas con galletas[...]Pero, creo que para algunos de ustedes, su sabor favorito es vainilla" haciendo referencia a como la comunidad llama a la primera versión del juego lanzado.
Los detalles del proyecto se revelaron en entrevistas: iba a ser una recreación fiel de la versión original del videojuego, pero se ejecutaba en la infraestructura moderna. Una publicación en el blog del desarrollador publicada el 15 de junio de 2018 detallaba más la implementación técnica, y se realizó un panel durante la BlizzCon 2018 que explicaba el proceso de desarrollo detrás del videojuego. . Para crear World of warcraft Classic, Blizzard transfirió los datos y activos originales del videojuego 1.12.1 a su moderna infraestructura de servidor y cliente. Esto permite que World of warcraft Classic comparta gran parte del código fuente entre la versión moderna del videojuego, lo que elimina la sobrecarga de desarrollo de mantener dos versiones diferentes del videojuego, y también significa que World of warcraft Classic tendrá todas las mejoras de rendimiento y seguridad agregadas al videojuego original que estaban ausentes del servidor y el cliente  de la versión 2006.

## Burning Crusade Classic
En marzo de 2020, Blizzard envió encuestas a los jugadores concurrentes de World of warcraft Classic si estaban interesados en jugar la expansión de la misma manera que lo hicieron con Classic. Con respuestas positivas, lanzaron esta expansión el 1 de junio de 2021.
En esta ocasión, decidieron añadir compras para el juego, aparte de la suscripción, lo cual se hizo con la idea para la gente que no tuviera tiempo para subir de nivel un personaje listo para empezar esta nueva expansión de WoW Classic. Es llamada The Burning Crusade Deluxe edition y su mejora Dark Portal Pass; los cuales ofrecían una subida a nivel 60 de manera instantánea, tiempo de juego, una montura épica y cosméticos para ambas versiones del videojuego. Sin embargo, esto generó controversia, pues, esta expansión originalmente no tenía la tienda en el juego, asimismo, un sector de la comunidad alegó por esto, aunque no lograron nada.

## Wrath of the Lich King Classic
En abril de 2022, Blizzard anunció Wrath of the Lich King Classic, para ser lanzada a más tardar ese mismo año.
Antes de su lanzamiento, cambiaron su manera de trabajo de no cambiar nada a realizar algunos ajustes para preservar el estado original del juego en ese momento, pues, lo más relevante fue que decidieron no añadir el buscador de calabozos que fue agregado en el último parche de la susodicha. aun así, agregaron un buscador de grupos, en el cual puedes postular a un grupo o armar uno con la gente listada ahí, enviándoles invitación o susurrando al jefe de algún grupo para que te añada. Esto generó controversia, puesto que los grupos de la comunidad discutieron en los foros que no debiesen hacerse cambios como tal y otros que esta característica fue la que supuestamente deterioró el videojuego, asimismo, el equipo de desarrollo siguió como tenían planeado.
Como se mencionó anteriormente, se decidió añadir compras en el juego, dado que la anterior vez resultó de manera exitosa, esta vez con los nombres de Heroic upgrade y Epic upgrade, ofreciendo lo mismo.

## Recepción
PC Gamer le otorgó a World of warcraft Classic un puntaje de 80 de 100 y escribió: "World of warcraft Classic es más que una nueva versión de un videojuego icónico, se siente como una ventana a un momento en el que interactuar con personas en línea todavía se sentía novedoso y emocionante". Polygon elogió la dificultad de World of warcraft Classic y su diseño general por nutrir las "conexiones sociales" en comparación con su contraparte moderna, llamándolo una "instantánea fiel de un momento en el tiempo".
Desde su lanzamiento, Blizzard ha enfrentado algunas críticas de los jugadores por su uso de la tecnología de capas para los servidores clásicos. Además de dividir a las comunidades dentro de cada reino único, se descubrió que los jugadores usaban las "capas" para explotar la economía del videojuego. Sin embargo, a partir del 10 de octubre de 2019, la mayoría de los reinos se redujeron a una sola capa, y solo los servidores de mayor población aún utilizan capas adicionales.

### Ventas
World of warcraft Classic obtuvo una subida de suscriptores generalizada en todas las regiones, accediendo más de un millón de cuentas a los servidores clásicos en su primer mes.